# Ordonnance en droit constitutionnel français
Pour les articles homonymes, voir Ordonnance.
En droit constitutionnel français, une ordonnance est une mesure prise par le gouvernement dans des matières relevant normalement du domaine de la loi. Elle relève de la procédure législative déléguée.

Dans le cadre de la Cinquième République, le gouvernement ne peut prendre des ordonnances que s'il y a été habilité par le Parlement, conformément à l'article 38 de la Constitution, ou autorisé par la Constitution s'agissant de certaines dispositions relatives à l'outre-mer (article 74-1), ou au titre de la mise place de la Vè République sans examen par le Parlement (article 92). 
Assimilées à des règlements, les ordonnances entrent en vigueur dès leur publication. Elles ne prennent toutefois valeur législative qu'après avoir été ratifiées par le Parlement dans un délai fixé.

## Historique

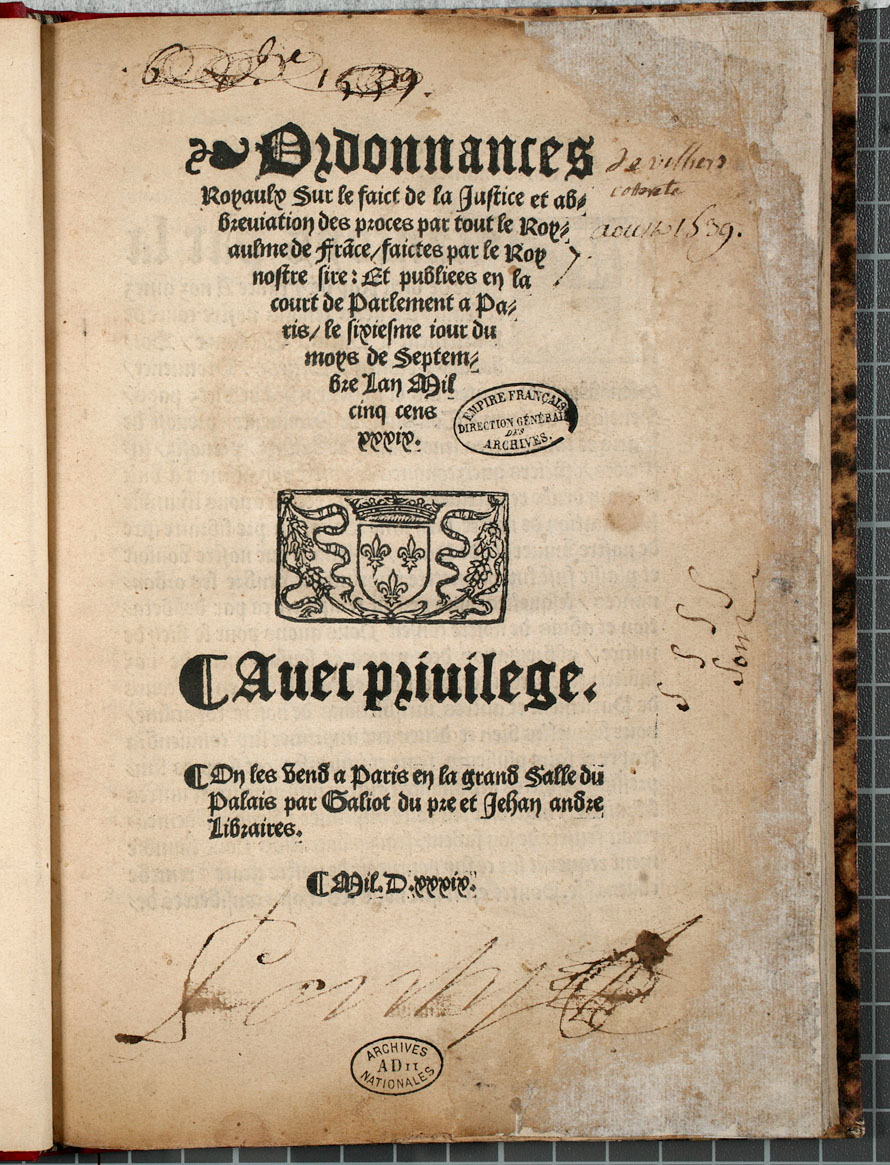
Ordonnance de Villers-Cotterêts.

### Ordonnance d'Ancien Régime
Sous l'Ancien Régime, une ordonnance était un texte pris par une institution (par exemple, le pouvoir royal) et correspondant approximativement à une loi. Les ordonnances se distinguent des édits, portant sur une matière spécialisée alors que l'ordonnance est plus générale.

### Ordonnance de la Restauration et de la monarchie de Juillet
Au moment de la Restauration, le terme d'« ordonnance » est rétabli pour mieux marquer la rupture avec la Révolution et l'Empire et rappeler l'Ancien Régime. Toutefois, sur le plan juridique, rien ou presque ne distingue ces ordonnances des décrets impériaux ou des décrets qui existeront dans les régimes suivants :
- les ordonnances sont soit autonomes, soit prises pour l'exécution des lois,
- la pratique du contreseing ministériel est de plus en plus fréquente,
- il existe aussi des ordonnances individuelles.[réf. nécessaire]

Les ordonnances les plus célèbres de la Restauration sont les ordonnances de Saint-Cloud, qui préludent à la chute du régime. La monarchie de Juillet reprend le terme d'ordonnance, après quoi le mot de « décret » s'impose pour désigner les règlements.

### Ordonnances à la Libération

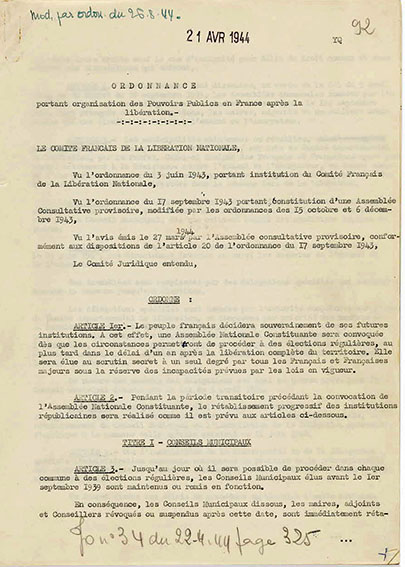
Ordonnance portant organisation des Pouvoirs publics en France après la libération, 21 avril 1944. Archives nationales A//1902.

Ordonnance du Comité français de libération nationale :
- 17 septembre 1943 : constitution d'une Assemblée consultative provisoire.

Entre 1944 et 1946, les actes importants du Gouvernement provisoire de la République française sont pris par ordonnance :
- 21 avril 1944 : ordonnance portant organisation des pouvoirs publics en France après la Libération,
- 9 août 1944 : ordonnance relative au rétablissement de la légalité républicaine sur le territoire continental,
- ordonnances sur la liberté de la presse,
- ordonnances relatives à l'épuration,
- 2 février 1945 : ordonnance relative à l'enfance délinquante, codifiée en 2020 dans le code de la justice pénale des mineurs,
- 28 août 1945 : ordonnance relative à l'activité des associations, ligues, fédérations et groupements sportifs,
- 4 octobre 1945 : ordonnance portant organisation de la sécurité sociale[1],
- 9 octobre 1945 : ordonnance sur la fonction publique, créant les instituts d'études politiques et l’École nationale d'administration, instituant une direction de la fonction publique et un conseil permanent de l'administration civile[2],
- 2 novembre 1945 : ordonnance relative à l’entrée et au séjour des étrangers en France et portant création de l’office national d’immigration, codifiée en 2004 dans le code de l'entrée et du séjour des étrangers et du droit d'asile[3].

## Ordonnance sous la Cinquième République (article 38)
Entre le 4 octobre et le 4 janvier 1959, lors de la mise en place de Vè République, les ordonnances sont régies par l'article 91 (premier alina) et par l'article 92 de la Constitution. 
A compter du 5 janvier 1959, et en application de l’article 38 de la Constitution : « Le Gouvernement peut, pour l'exécution de son programme, demander au Parlement l'autorisation de prendre par ordonnances, pendant un délai limité, des mesures qui sont normalement du domaine de la loi »

### Utilisation de l'ordonnance
La loi d’habilitation doit fixer les domaines et la durée où le gouvernement pourra prendre des ordonnances, sous peine d’être sanctionnée par le Conseil constitutionnel français pour incompétence négative.
La première utilisation d'une ordonnance sur le fondement de l'article 38 de la Constitution remonte à la loi du 4 février 1960, qui permettait au Gouvernement de prendre des mesures de maintien de l'ordre en Algérie. Par la suite, de 1960 à 1990, 25 lois comportant des mesures d’habilitations ont été adoptées, puis 13 lois entre 1990 et 2001.
Dans les années 1990 et 2000, les ordonnances ont essentiellement concerné :
- l'actualisation du droit applicable outre-mer (70% des ordonnances[5]),
- la mise en œuvre du droit européen (transposition de directive, adaptation de règlement ou adaptation au droit communautaire),
- la codification[S14 1].

À compter de 2007, les ordonnances relatives à ces trois derniers sujets se sont marginalisées ; elles touchent désormais à des sujets très variés. En 2020, dans le contexte de la pandémie de Covid-19, 84 ordonnances ont été publiées afin de prendre des mesures « urgentes » pour répondre à la crise sanitaire, dans des sujets à la fois nombreux et hétérogènes.
Dans un contexte d’inflation législative, les ordonnances permettent de contourner les limites du calendrier parlementaire, elles sont utilisées pour des dispositions techniques ou ne faisant pas l'objet de priorité politique.
1 004 ordonnances ont été publiées de l'investiture de Charles de Gaulle jusqu'en 2019 ; 80 % datent des 25 dernières années de cette période du fait de la transposition de directives européennes et de directives propres à l’outre-mer. À cette date, François Hollande est le président qui y a eu le plus recours si on les rapporte à la période d'exercice du pouvoir, suivi d'Emmanuel Macron (cf. Ordonnances sous la présidence d'Emmanuel Macron). À cette date également, la présidence qui cumule le plus d’ordonnances est celle de Jacques Chirac, mais plus d’un quart d’entre elles sont attribuables au gouvernement Lionel Jospin. Parmi les Premiers ministres, les trois plus gros utilisateurs par rapport au temps passé à Matignon sont Bernard Cazeneuve, Manuel Valls et Dominique de Villepin ; sur les dix plus gros utilisateurs d'ordonnances, six sont des socialistes. De 1958 à 2019, 412 ordonnances sont l’œuvre d’un gouvernement de gauche, soit près de 40 % des ordonnances publiées, alors que la gauche n’a été au pouvoir qu’un peu moins d’un tiers du régime (moins de 19 ans).
Il est rare qu’une proposition de loi ait pour objet de ratifier des ordonnances. Un exemple se produit en 2021, afin de ratifier la réforme de la haute fonction publique. Cette initiative, issue des quatre principaux groupes politiques du Sénat, a pour but de provoquer un débat au Parlement, afin de, paradoxalement, rejeter ladite ordonnance,.

### Dispositions ne pouvant faire objet d'une loi d'habilitation
Le Conseil constitutionnel, lors de sa décision du 26 Juin 2003 (Loi habilitant le gouvernement à simplifier le droit), a eu l'occasion de préciser le domaine des lois d'habilitation sur le fondement desquelles peuvent être prises des ordonnances en restreignant ce dernier. En effet dans son 11ème considérant, le Conseil précise : 
11. Considérant, en quatrième lieu, que, si une loi d'habilitation ne peut prévoir l'intervention d'ordonnance dans les domaines réservés par la Constitution à la loi organique, aux lois de finances et aux lois de financement de la sécurité sociale, l'article 38 de la Constitution autorise le Parlement à déléguer toute autre matière relevant de la loi. 
Sont donc exclues du champ des ordonnances, les dispositions devant figurer dans une loi organique (qui précise la constitution), une loi de finances (qui fixe les ressources et les charges de l’État) ou une loi de financement de la Sécurité sociale.

### Nature juridique
La loi d'habilitation se formule généralement sous la forme suivante, elle contient deux délais, notés ici A et B :
« Dans les conditions prévues à l'article 38 de la Constitution, dans un délai de A à compter de la promulgation de la présente loi, le Gouvernement est autorisé à prendre par ordonnances toute mesure relevant du domaine de la loi afin » …
« Un projet de loi de ratification est déposé devant le Parlement dans un délai de B à compter de la publication de l'ordonnance. »
Le délai A est dit « d'habilitation ».
La nature juridique de l’ordonnance varie en fonction de l’état du projet de loi de ratification et des délais A et B :
| projet de loi de ratification         | Date                     | Nature | Modification | Contentieux                                 |
| ------------------------------------- | ------------------------ | --- | --- | ------------------------------------------- |
|                                       | < loi d'habilitation + A | réglementaire | les ordonnances peuvent être modifiées par le Gouvernement. | juge administratif : Conseil d'État.        |
| projet de loi déposé et non promulgué | >loi d'habilitation + A  | réglementaire | - par la loi dans les matières qui sont du domaine législatif - par décret pris en Conseil d'État et délibéré en conseil des ministres dans les matières qui sont du domaine réglementaire | juge administratif : Conseil d'État.        |
| loi de ratification promulguée        |                          | législative, rétroactivement à partir de sa signature.                                                            | l'ordonnance ne peut plus être modifiée que par la loi | Question prioritaire de constitutionnalité. |
| non déposé devant le Parlement        | > ordonnance + B         | l'ordonnance devient caduque : l'état du droit qui avait cours avant l'entrée en vigueur de celle-ci est rétabli. | |                                             |

Depuis la loi constitutionnelle du 23 juillet 2008, les ordonnances ne peuvent être ratifiées que de manière expresse. Cette nouvelle disposition constitutionnelle exclut donc les ratifications implicites autrefois admises par la jurisprudence constitutionnelle et administrative. La caducité des ordonnances est particulièrement rare : un cas depuis 2017. En pratique, le gouvernement dépose un projet de loi de ratification quelques mois après la publication de l'ordonnance, dans le but de prévenir la caducité. Dans la plupart des cas, l'ordonnance est ratifiée par un autre projet de loi. Ainsi, comme cas extrême, la loi relative à la croissance et la transformation des entreprises ratifie 33 ordonnances.
En 2020, le Conseil constitutionnel considère que, passé l’expiration du délai d’habilitation, les dispositions contenues dans l’ordonnance « doivent être considérées comme des dispositions législatives » et peuvent ainsi faire l'objet d'un contrôle de constitutionnalité,. Le Conseil d’État juge que ces ordonnances pourront toujours être contestées devant lui au regard notamment des engagements internationaux de la France, de la loi d’habilitation ou des principes généraux du droit.

### Controverse à propos de la signature des ordonnances
L’article 13 de la constitution disposant que « Le Président de la République signe les ordonnances », la question s’est posée de savoir si c’était ou non une compétence liée. Ainsi le Président est-il tenu de les signer, ou peut-il exercer un veto en le refusant ?
En principe, en droit, le présent a valeur d'impératif, mais la constitution de 1958 fait du président un arbitre, gardien des institutions.
La question s’est posée notamment en 1986 quand le président François Mitterrand refusa de signer trois ordonnances du gouvernement Chirac : relatives à la privatisation de 65 groupes industriels, à la délimitation des circonscriptions électorales et à la flexibilité du temps de travail. Jacques Chirac, ayant une vision gaulliste de la fonction, reconnut le droit pour le Président de ne pas signer, mais mit en avant la légitimité plus récente dont bénéficiait son gouvernement par rapport à François Mitterrand, élu cinq ans auparavant. Le gouvernement fut forcé de s'incliner devant le refus du président, et dut faire voter le contenu de ses ordonnances selon la procédure législative normale.
Une controverse eut lieu et toucha le grand public puisqu’on assista à des débats entre juristes par journaux interposés. Dans son ouvrage La Constitution, le juriste Guy Carcassonne soutient que le refus de signature de François Mitterrand était constitutionnel. Il écrit dans son commentaire de l'article 13 que cette situation « illustre bien toute la distance qui peut occasionnellement séparer le droit pur du droit réel, l'interprétation scientifique de l'interprétation authentique. En droit pur, on pourrait parfaitement soutenir la thèse de la compétence liée […]. Mais quelque thèse que l'analyse juridique permette de soutenir avec pertinence, c'est le droit réel qui tranche : la preuve que le chef de l'État peut refuser de signer des Ordonnances, c'est qu'il l'a fait ; et la preuve qu'il ne peut pas refuser de signer des Ordonnances, ce serait que le Parlement, comme il le peut lui aussi, voie là un motif de destitution. »
Pour certains[évasif], « la procédure des ordonnances prolonge la pratique des décrets-lois des IIIe et IVe République et reprend le principe de l’autorité législative exclusive des rois de France sous l'Ancien Régime[réf. nécessaire]. »

## Autres types d'ordonnances que celles de l'article 38
En plus des ordonnances prévues à l'article 38, la Constitution de 1958 prévoit d'autres cas d'utilisation des ordonnances :
- Les articles 47 et 47-1 prévoient que le Gouvernement peut mettre en œuvre par ordonnance un projet de loi de finances ou un projet de loi de financement de la sécurité sociale, si le Parlement ne s'est pas prononcé assez rapidement sur l'un de ces textes (en moins de 70 jours dans le premier cas, en moins de 50 jours dans le second). Le Gouvernement n'a pas utilisé ces dispositions jusqu'à présent.
- L'article 74-1[14], créé par la politique de décentralisation du gouvernement de Jean-Pierre Raffarin en 2003, autorise le Gouvernement à utiliser les ordonnances pour étendre aux collectivités d'outre-mer les lois métropolitaines. Cette habilitation est permanente et ne demande donc pas d'accord explicite du Parlement, qui peut toutefois décider de s'y opposer au cas par cas. Deux ordonnances ont été prises sur le fondement de l'article 74-1 au cours de l'année 2005[4].

Par ailleurs :
- Les article 91 (premier alinea) et article 92 de la constitution (abrogés par la révision constitutionnelle de 1995)

Peu après la création de la Ve République, le Gouvernement pouvait prendre des mesures ayant la même valeur qu’une loi, sans passer par le Parlement. Ces deux articles 91 (premier alinéa) et 92 permettaient au gouvernement, dans les quatre mois suivant la promulgation de la Constitution de 1958, de prendre par ordonnance sans passer par le Parlement, les mesures nécessaires à la mise en place des nouvelles institutions et permettant les ajustements nécessaires à la vie de la nation, à la protection des citoyens et à la sauvegarde des libertés. 
La Constitution ayant été promulguée le 4 octobre 1958, le Gouvernement pouvait, en application des articles 91 et 92, prendre des ordonnances ayant force de loi (sans passage devant le Parlement) jusqu’au 4 février 1959.
- L'article 11 sur le référendum législatif a été utilisé par Charles de Gaulle pour demander, par la loi référendaire du 8 avril 1962, au peuple français le droit de prendre par ordonnance toute mesure législative ou réglementaire relative à l’application des accords d'Évian. Dans l'arrêt CE, 1962, Canal et Godot, le Conseil d'État a assimilé ces ordonnances aux ordonnances non ratifiés de l'article 38, permettant leur annulation contentieuse.